# Yamagata Aritomo
Yamagata Aritomo (14 de Junho de 1838 — 1 de Fevereiro de 1922) foi um político do Japão. Ocupou o lugar de primeiro-ministro do Japão de 24 de dezembro de 1889 a 6 de maio de 1891.
Nascido num clã samurai de menor importância do antigo domínio feudal de Choshu, desempenhou um papel inequívoco no estabelecimento do novo regime imperial encabeçado pelo Imperador Meiji em 1868 e na construção das instituições políticas da Era Meiji.
Foi designado vice-ministro assistente para assuntos militares após um ano de estudos da doutrina militar européia, e em 1873 assumiu a pasta do novel Ministério do Exército.
Foi mentor do estabelecimento do sistema de conscrição ainda em 1873, e da reorganização do exército segundo conceitos prussianos, em 1878.
Tornou-se Chefe do Estado-Maior Geral também em 1878 e,dentre outras ações, traçou uma série de regulamentos, culminando nos Preceitos Imperiais para Soldados e Marinheiros de 1882, o qual enfatizava a absoluta lealdade ao Imperador e afastava os militares da política.
Foi primeiro-ministro duas vezes entre 1889 e 1900, chegou ao posto de marechal-de-campo, foi novamente Chefe do Estado-Maior Geral durante a Guerra Russo-Japonesa e, em reconhecimento por seus serviços, foi honrado com o título de Koshaku (príncipe) em 1907. Nos últimos vinte anos de sua vida esteve sempre à frente dos assuntos de estado no Japão, tendo influência decisiva na política nacional.
É considerado o "pai do exército japonês".